# 루푸스 베크
루푸스 베크(독일어: Rufus Beck, 1957년 7월 23일~)는 독일의 배우, 성우이다.

## 출연 작품

### 영화
- 에머랄드 그린 (2016년)
- 거친 녀석들 6 (2016년)
- 사파이어 블루 (2014년)
- 디 스턴탤러 (2011년)
- 로크 네스의 비밀 (2008년)
- 왕도둑 호첸플로츠 (2006년)
- 마녀 비비 (2002년)
- 에밀과 탐정들 (2001년)
- 움직이는 남자 (1994년)
- 블루스맨 (1993년)